# Forceville
Forceville – miejscowość i gmina we Francji, w regionie Hauts-de-France, w departamencie Somma.
Według danych na rok 1990 gminę zamieszkiwały 182 osoby, a gęstość zaludnienia wynosiła 24 osoby/km² (wśród 2293 gmin Pikardii Forceville plasuje się na 815. miejscu pod względem liczby ludności, natomiast pod względem powierzchni na miejscu 640.).